# 清末新闻法
清朝新闻法是指一系列由清政府制定的有关记者、报纸和出版物的法律。源于19世纪从西方涌入中国的传教士，同时也让西方新闻自由的思想为中国人所了解。随着中国报业的发展和国人办报的高潮，民众对于言论自由的要求也愈加强烈，大批人士发表言论，呼吁政府开放报禁，给予言论自由。维新变法中，康有为向光绪皇帝上书，提出了制定报律的要求。清政府迫于压力，同时为限制报刊的言论，终于在1906年颁布了第一部正式的报律，即《大清印刷物件专律》，随后的5年里又逐渐颁布了《报章应守规则》、《报馆暂行条规》、《大清报律》及至最终的《钦定报律》。

## 背景
19世纪初，西方国家为敲开中国的大门，派出了一批文化人士，试图让中国人从思想上接受西方的文化观念。于是最早的一批外国传教士成为了中国近代报刊的揭幕人。1815年8月5日英国传教士米怜创办了《察世俗每月统计传》，标志着中国近代报业的开端。至19世纪末叶，外国人创办的报刊以上海为中心向全国辐射，已占据了中国报业的垄断地位。
甲午战争后，报刊业发展迅猛，尤其是国人自办的报刊已经越来越多并逐渐占有重要地位。随着国人办报的发展，民众逐渐意识到新闻自由的重要性，并呼吁清政府“开放报禁”，强烈要求更多的报刊及言论自由。王韬提出“办报必须无所忌讳，政府不应以言定罪”，要求清政府允许各省省会设立新报馆。而梁启超在《本馆第一百册祝辞并论报馆之责任及本馆之经历》中说：“思想自由、言论自由、出版自由……实为一切文明之母，而近世世界种种现象皆其子孙也……”他在《敬告我同业诸君》中说：“报馆者即据言论、出版两自由，以龚行监督政府之天职也……”郑观应从保护国人报纸而限制外人的报纸出发，呼吁清政府制定规章，要求“中国报纸必须由中国人来办”，并且他还翻译了日本和英国的报律请皇帝看，可惜未得支持。此外，不止民间，朝廷也有一些官员同样主张适当地开放报禁，黄遵宪积极参与《时务报》的创办，张之洞还曾公开赞扬《时务报》，刑部侍郎李端棻上书《请推广学校设立译局报馆折》，主张“广立报馆”。

## 立法过程
清日战争失败后，清政府签订了《马关条约》，1898年8月9日（光绪二十四年六月二十二日），康有为在上光绪帝《请定中国报律折》中首次提到报律的制定问题：“……酌采外国通行之法，参以中国情形，定为中国报律……凡洋人在租界内开设报馆者，皆当遵守……”光绪当即答允。这也是当时距离制定报律最近的一次，可惜不久之后，戊戌变法失败，因此报律的制定没能成为现实。但是戊戌变法使民众对于改变中国政治制度的渴望愈加强烈，国人对制定报律的呼声更加响亮。

除了报人出于“言论自由”的考虑而要求制定报律之外，清朝政府也看到了报律的缺失对朝廷的不利之处，他们提倡制定报律以限制报业的言论自由。比如1901年张百熙提出制定报律：一、不得轻议宫廷；二、不得立论怪诞；三、不得有意攻讦；四、不得收受贿赂。
1903年邹容出版了一本小册子《革命军》，即苏报案，加快了清政府制定报律的脚步。章太炎为其作序，并在《苏报》上写了一篇书评来宣传革命，两人由此遭到了清廷的拘捕。而在案件的审理中，清政府认为章、邹的文字“大逆不道，污蔑今上”，按照中国的法律当处斩立决，而上海租借当局认为按照西方的法律，文字罪不应如此判罚。最终章、邹分别被判监禁3年和2年。“苏报案”使清政府颜面尽失，同时也更加意识到制定新法的迫切性。
1900年，八国联军入侵北京，慈禧等人逃往西安，并签订辛丑条约，民间偶有反清事件发生，清政府迫害报人沈荩和卞小吾的事件，又在民间引发了新一轮的呼吁制定报律的高潮。至此，为应对外界压力，同时考虑到自身利益需求，清政府决定推行新政。由此，新闻法的制定终于被重新提上了议程。

1906年，新闻立法工作正式起步。7月，清政府公布了《大清印刷物件专律》；10月，颁布《报章应守规则》；1907年9月，颁布《报馆暂行条规》；1908年3月，颁布了参照日本新闻纸法制定的《大清报律》；1911年1月，《大清报律》经修订后，改名为《钦定报律》并颁布。清末报律逐步趋于完善。

## 意义
清末新闻法的制定和完善确实在各方面促进了中国报业的发展。从报律的条文来看，它对报业及报人的一些权利予以了法律上的确认和保障。比如在报刊创办权方面，《钦定宪法大纲》中规定“臣民法律范围内，所有言论、著作、出版及集会、结社等事，均准其自由。” 并且在各报律中对办报人的要求也并不苛刻，这使得办报人的基本自由权利有了法律的保障。另外，报律虽然没有明确提出“信息传播”，但其各项条文确实为信息传播提供了便利，比如《大清报律》中规定“凡照本律呈报之报纸，由该管衙门知照者，所有邮费电费，准其照章减收，即予邮送递发。”这些规定和措施也为报刊媒介和思想的传播提供了良好的发展环境。